# Calliergon laxirete
Calliergon laxirete là một loài rêu trong họ Amblystegiaceae. Loài này được Zanten & J.K. Bartlett mô tả khoa học đầu tiên năm 1986.